# فيكتوريا الصغيرة
فيكتوريا الصغيرة (بالإنجليزية: The Young Victoria)‏ هو فيلم دراما تم إنتاجه في الولايات المتحدة وبريطانيا سنة 2009. الفيلم من إخراج جان مارك فاليه وكتابة جوليان فيلوز.

## بطولة
- إيميلي بلنت
- روبرت فريند
- جيم برودبنت
- بول بيتاني
- مارك سترونج

## القصة
يروي الفيلم حكاية السنوات الأولى في حكم الملكة فيكتوريا التي حكمت بريطانيا عام 1837 وعمرها لا يتجاوز الثامنة عشر، والصراعات السياسية العصيبة التي خاضتها حتى تثبت كونها ملكة حقيقية تأمر وتنهى.حيث حاول البعض في البداية التعامل معها باعتبارها فتاة مراهقة أوصلتها الظروف لعرش أكبر إمبراطورية في العالم، وحاولوا التدخل في قراراتها بدءا من والدتها المتسلطة ورئيس الوزراء الذي كان وصيّا عليها لحين بلوغ السن القانوني وملوك أوروبا المحيطين بها.
ولكن فيكتوريا تتمكن من أن تنتصر لحبها بالأمير الشاب ألبرت، والذي يتزوجها ويدعمها في صراعاتها السياسية حتى تصبح رمزا للإمبراطورية التي لا تغيب عنها الشمس، والتي ظلت على عرشها لأكثر من 64 عاما.

## الميزانية والإيرادات
بلغت تكلفة إنتاج الفيلم حوالي 35 مليون دولار بينما حقق أرباحا تقدر بـ 27,409,889 دولار.

## روابط خارجية
- فيكتوريا الصغيرة على موقع IMDb (الإنجليزية)
- فيكتوريا الصغيرة على موقع ميتاكريتيك (الإنجليزية)
- فيكتوريا الصغيرة على موقع روتن توميتوز (الإنجليزية)
- فيكتوريا الصغيرة على موقع نتفليكس (الإنجليزية)
- فيكتوريا الصغيرة على موقع قاعدة بيانات الأفلام العربية
- فيكتوريا الصغيرة على موقع ألو سيني (الفرنسية)
- فيكتوريا الصغيرة على موقع Turner Classic Movies (الإنجليزية)
- فيكتوريا الصغيرة على موقع أول موفي (الإنجليزية)
- فيكتوريا الصغيرة على موقع بوكس أوفيس موجو (الإنجليزية)
- فيكتوريا الصغيرة على موقع فيلمافينيتي (الإسبانية)